# Crocidura katinka
Crocidura katinka е вид бозайник от семейство Земеровкови (Soricidae).